# Хрватско-турски ратови
Хрватско-турски ратови (тур. Osmanlı-Hırvatistan Savaşları, хрв. Hrvatsko-osmanski ratovi) обухватају већи број ратова Османског царства против Краљевине Угарске (1443—1526) и Хабсбуршке монархије (1526—1699), чији је Хрватска била саставни део. Иако Хрватска у том периоду није била независна држава, многе битке са Турцима вођене су на хрватској територији, и уз учешће хрватске војске, војсковођа и народа, па се условно може говорити о њеном учешћу у ратовима. Mеђу ове битке могу се убројати:
- Стогодишњи Хрватско-турски рат (1493—1593) - период скоро константних сукоба мањег интензитета (тзв. мали рат) од битке на Крбавском пољу до битке код Сиска.
- Дуги рат (1593—1606).
- Аустријско-турски рат (1663—1664).
- Велики бечки рат (1683—1699).

## Хрватска под Угарском
Упади Турака Османлија у Хрватску почели су у последњим годинама владавине краља Жигмунда Луксембуршког (1387—1437), који је због тога од 1435. увео ратни порез, и поделио Хрватску на 3 области -Хрватску (од Јадрана до Уне), Славонију (од Уне до Драве) и Усору (источна Славонија, Босна и Мачва) - чије је племство било дужно да штити границу својим феудалним одредима-бандеријама. Укупно је било 18 бандерија (12 великашких, 4 жупанијске и по једна краљевска и банска) са по 500 коњаника свака (краљевска и банска по 1.000), које су попуњавали великаши или ситна властела (жупанијске бандерије) са наоружаним поданицима (на 33 кмета по 1 коњаник). Важнији погранични градови имали су мале посаде састављене од краљевских најамника.

### Турска плима
Након пада Босне 1463. турски напади постали су масовнији и учесталији. У почетку су упадали у Хрватску претежно гранични санџакбегови са по неколико хиљада акинџија, а повремено босански намесник са редовним трупама ојачаним спахијама краћим правцима највише са десетак хиљада људи, али су убрзо прешли на дубоке провале у Мађарску, Аустрију, Истру, па чак и у млетачку Фурланију. Због ангажовања краља Матије Корвина (1458—1490) у ратовима на западу (у Аустрији и Чешкој), након неуспелог покушаја преотимања Босне 1463-64. (који се завршио стварањем јајачке и сребрничке бановине), одбрана Хрватске препуштена је слабим домаћим феудалним снагама, а краљева помоћ за издржавање најамника и посада краљевских градова била је нестална. Војна моћ Хрватске до битке на Крбавском пољу 1493. године износила је до 20 бандерија са око 10.000 коњаника. Због сталне угрожености свих граница, ове снаге биле разбацане по целој земљи, и свака бандерија бранила је сама своје подручје, уз евентуалну помоћ суседа. Због слабљења војног потенцијала хрватских феудалаца (пустошење, одвођење робља), славонски Сабор у Зденцима је 1478. одлучио да се на општи феудални позив (тзв. земаљски или пучки устанак, лат. insurrectio) мора лично одазвати сваки племић и слободњак и на 25 кметова опремити по 1 коњаника (са копљем, мачем и штитом) и 1 пешака ( са луком); од 1528. на сваки димњак требало је давати по 1 пешака, а на 10 димњака 1 коњаника. После пораза 1493. ниједан хрватски великаш осим бискупа, кнезова Зрињских и Франкопана није могао да скупи потпуну бандерију (од 1492. смањена на 200 лаких и 200 оклопних коњаника).
Слаби Корвинови наследници, Владислав Јагјело (1490—1516) и Лајош II (1516—1526), чија су права и поседе приграбили угарски великаши (магнати), запустили су одбрану земље. Краљ је издржавао само посаду истуреној Јајца и давао слабу новчану помоћ хрватском бану и кнезовима, од које се почетком 16. века издржавало у Хрватској 1.152 коњаника и 200 пешака. Одбрану Хрватске и Славоније препустили су домаћим снагама: готово читав век (1493—1593) се Хрватска борила сама против Турака за свој опстанак.
Хрватски феудалци имали су дуж Врбаса и Уне преко 50 утврђених градова, али нису били у стању да се својим локалним снагама одупру све чешћим и снажнијим турским провалама којих је од 1463. до 1513. било преко 30 (већих), а 1518-1526. још 18. Тек повременим груписањем бандеријалних снага банови су понекад разбијали турске одреде при повратку са дубљих пљачкашких упада: 1478. између Глине и Уне, октобра 1483. код Брода Зринског на Уни, а 1491. код Удбине, али су претрпели тежак пораз на Крбавском пољу 1493, од кога се хрватско племство никада није опоравило. После тог пораза хрватске феудалне војске, Лика, Крбава и Далмација остале су без одбране.
Од 1463. до 1512. Турци нису освојили ни један хрватски град ни област. Тек после пада сребреничке бановине турски упади имају освајачки карактер. Од 1513. до 1524. Турци су заузели Далматинску Хрватску од реке Цетине до Зрмање, осим Клиса и Обровца. После пада Београда и Шапца 1521, Турци су освојили Срем, а 1526. источну Славонију до Осијека и Ђакова и код Мохача поразили и убили последњег угарског краља Лајоша II.

## Хрватска под Хабсбурговцима
Након угарског пораза у бици на Мохачу 1526, краљевина Угарска и Хрватска (као њен део) биле су захваћене грађанским ратом због борбе за круну између аустријског надвојводе Фердинанда Хабсбуршког (кога је подржало племство Хрватске и Далмације) и ердељског кнеза Јана Запоље (кога је подржала Славонија), који је 1538. окончан поделом Угарске; Хрватска и западна Угарска припале су Фердинанду, а источна Угарска Запољи (његову област Турци су 1541. претворили у Будимски беглербеглук). За то време, Турци су освојили већи део Славоније и Далмације до линије Вировитица-Чазма-Сисак-Скрадин-Слуњ-Оточац-Карлобаг-Стариград.
После пада Обровца, Крбаве, јајачке бановине и Лике 1527-28. краљ Фердинанд је 1529. основао бихаћку и сењску капетанију као зачетак Хрватске војне крајине, са најамничким посадама у пограничним градовима под командом краљевског врховног капетана. Од освојених хрватских области Турци су у Славонији основали пожешки санџак (1536), а у Далмацијии клишки санџак (1537). По окончању грађанског рата Фердинанда и Запоље хрватско племство се прикључило Фердинандовим снагама у неуспешном Кацијанеровом походу у Славонију, претрпевши потпун пораз код Горјана 9. октобра 1537. Турци су безуспешно опседали Костајницу и Зрин (1540), заузели Дубицу (24. априла 1538), а од 1541. до 1543. освојили су средњи део Славоније, што је условило изградњу тврђаве Сисак и утврђивање Загреба.
Турска освајања током 15. и 16. века довела су до промена у саставу становништва Хрватске и Славоније: један део бежи у суседне земље, док са турске територије у Босни и Србији долазе пребези; ови пребези постаће основа две војне организације у служби Хабсбуршке монархије: ускока и Војне крајине.

### Војна крајина
Након освајања Вировитице и Чазме 1552, Турци су на територији Хрватске основали пакрачки (цернички) санџак. Као одговор, краљ Фердинанд је образовао Славонску крајину (између Драве и Саве), која је 1553. добила сталну крајишку посаду од 2.791 војника о трошку Штајерске и Корушке (са 3 капетаније-Копривничка, Крижевачка и Иванићка) , и Хрватску крајину (од Саве до мора) у којој је Крањска издржавала 1.409 најамника (са 5 капетанија - Сињска, Бихаћка (до 1594), Огулинска, Храстовичка (до 1594) и Жумберак). На крањској територији организована је посебна капетанија за жумберачке ускоке. Одбрана Хрватске заснивала се на милитаризованој Хрватској и Славонској војној крајини са плаћеним посадама у градовима (већином састављеним од Немаца) и неплаћеном народном војском крајишника (већином пребега). 1558. ујединили су се сабори Хрватске и Славоније, подела на две бановине је укинута, а земља се од тада звала Краљевина Хрватска, Далмација и Славонија. У то време борбом против Турака истакли су се банови Никола Зрински (1542—56) и Петар Ердеди (1557—67) и крајишки врховни капетан Иван Ленковић.

### Хрватска војска у 16. веку
Хрватску војску средином 16. века (након 1553) чинила су 3 дела:
- стајаћа, плаћеничка војска у Војној крајини, под командом Врховног Капетана (нем. оberster Feldhauptman), а од 1569. двојице потпуковника (нем. Oberstlieutnant) (за Хрватску и Славонију) које поставља лично краљ: 4.200 најамника (200 оклопних коњаника-аркебузира, 1.000 немачких и 1.000 домаћих пешака-харамија о трошку краља и сталежа Крањске и Штајерске, 600 лаких коњаника (хусара) и 400 харамија о трошку бана, и још 1.050 војника о трошку Врховног Капетана-који је морао бити знатан великаш). Осим тога, сво становништво Војне крајине било је ослобођено феудалних намета и подељено у војводства, која су у случају узбуне давала још 30-40 чета неплаћене народне војске-око 2.000 харамија и 500 хусара. Пешаци крајишке војске називали су се харамијама или ускоцима, и били су већином наоружани ватреним оружјем; од 3.000 харамија у Војној крајини у 16. веку, плаћених пребега (ускока) било је око 1.000, остатак су чинили домаћи људи.[5]
- феудална војска, тзв. бандерије, коњички одреди бана и појединих великаша. Хрватска је 1492. имала 20 бандерија (по 500 људи) са око 10.000 коњаника. Због турског освајања, средином 16. века број бандерија је спао на 12, а њихова величина на 400 људи (200 оклопника и 200 хусара)-укупно мање од 5.000 коњаника: после пораза у бици на Крбавском пољу 1493, ниједан великаш осим бискупа, кнезова Зринских и Франкопана није могао да скупи потпуну бандерију.[1]
- општи позив, тзв. општи, земаљски или пучки устанак (лат. insurrectio, generalis expeditio), на који се мора лично одазвати сваки племић и слободњак, и опремити 1 коњаника (са копљем, мачем и штитом) на 10 кметовских димњака, а на сваки димњак по 1-2 пушкара или стрелца.[1]

## Укидање хрватске војске
Након гушења Зрињско-франкопанске завере (1670) и  Великог бечког рата (1683-1699), јачање апсолутизма у Хабсбуршкој монархији укинуло је последње остатке хрватске аутономије у војним питањима: доташња феудална војска под контролом хрватских великаша и Сабора је укинута, а војска је професионализована, униформисана и стављена под контролу царских (већином немачких) официра, док су хрватски бан и Сабор изгубили сваку контролу над војском. Стога се након 1699. године не може говорити о хрватско-турским, већ искључиво о аустро-турским ратовима.